# Museu Ferroviário de Indaiatuba
O Museu Ferroviário de Indaiatuba está localizado na antiga Estação Ferroviária de Indaiatuba da Companhia Ytuana de Estradas de Ferro, no Estado de São Paulo. Foi inaugurado em 2004 com o nome de Espaço Cultural Estação Indaiatuba. 
A locomotiva C.Y.E.F. nº 1 Regina, depois renumerada para 10 pela Estrada de Ferro Sorocabana, está estacionada no pátio e funciona como há mais de um século.
A primeira estação de Indaiatuba está, na verdade, ao lado do Museu Ferroviário. Foi construída pela Ytuana em 1873. Uma estação maior, atualmente o museu, foi construída pela Sorocabana em 1911. Há uma indicação dessa data na parede da plataforma.
O museu como estação ferroviária, operou até o ano de 1990, quando circularam os últimos trens de cargas. No entanto, já não operava mais como terminal de passageiros desde 1977. 
Além dessa estação-museu Indaiatuba possui outras três no traçado da Ytuana/Sorocabana: Pimenta, Itaici e Helvetia. Pimenta está abandonada e depredada. Itaici está descaracterizada, mas possui projeto para recuperação da área.
No museu, além da locomotiva, há fotos, documentos, equipamentos e outros materiais ferroviários que contam a história da ferrovia na região. Ainda hoje o trem funciona, mas só está parado!

## Galeria

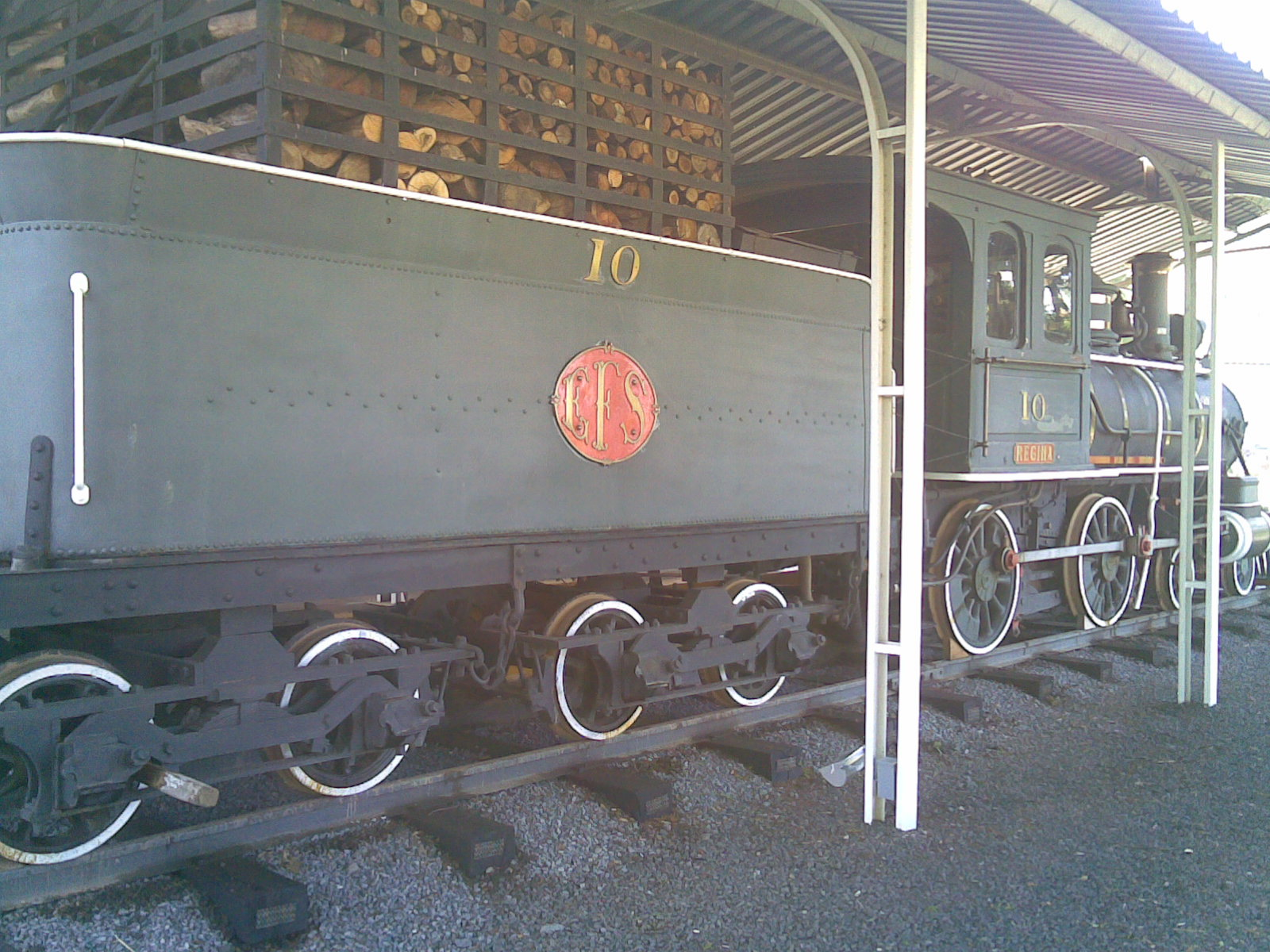
Museu Ferroviário de Indaiatuba
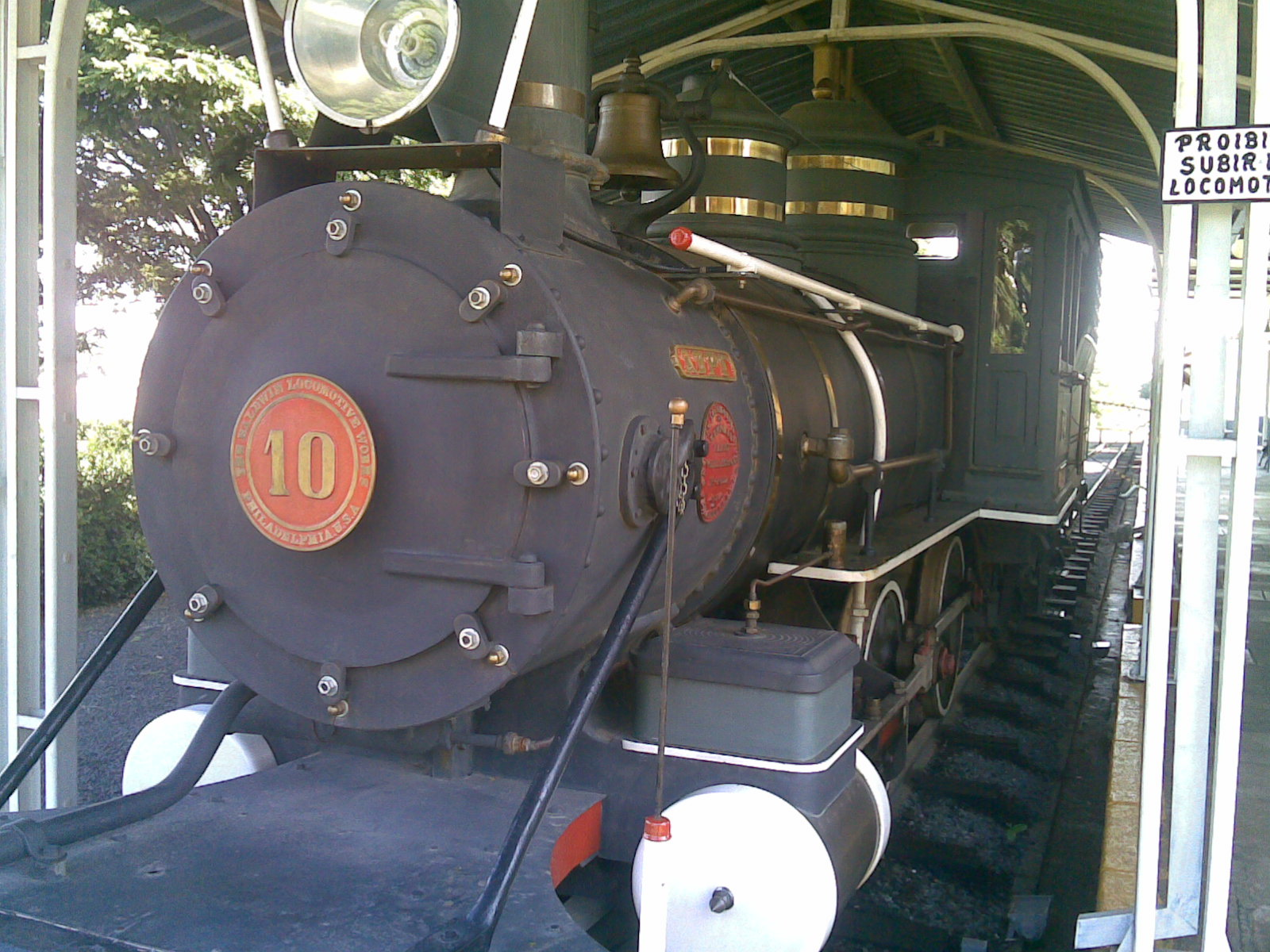
Museu Ferroviário de Indaiatuba
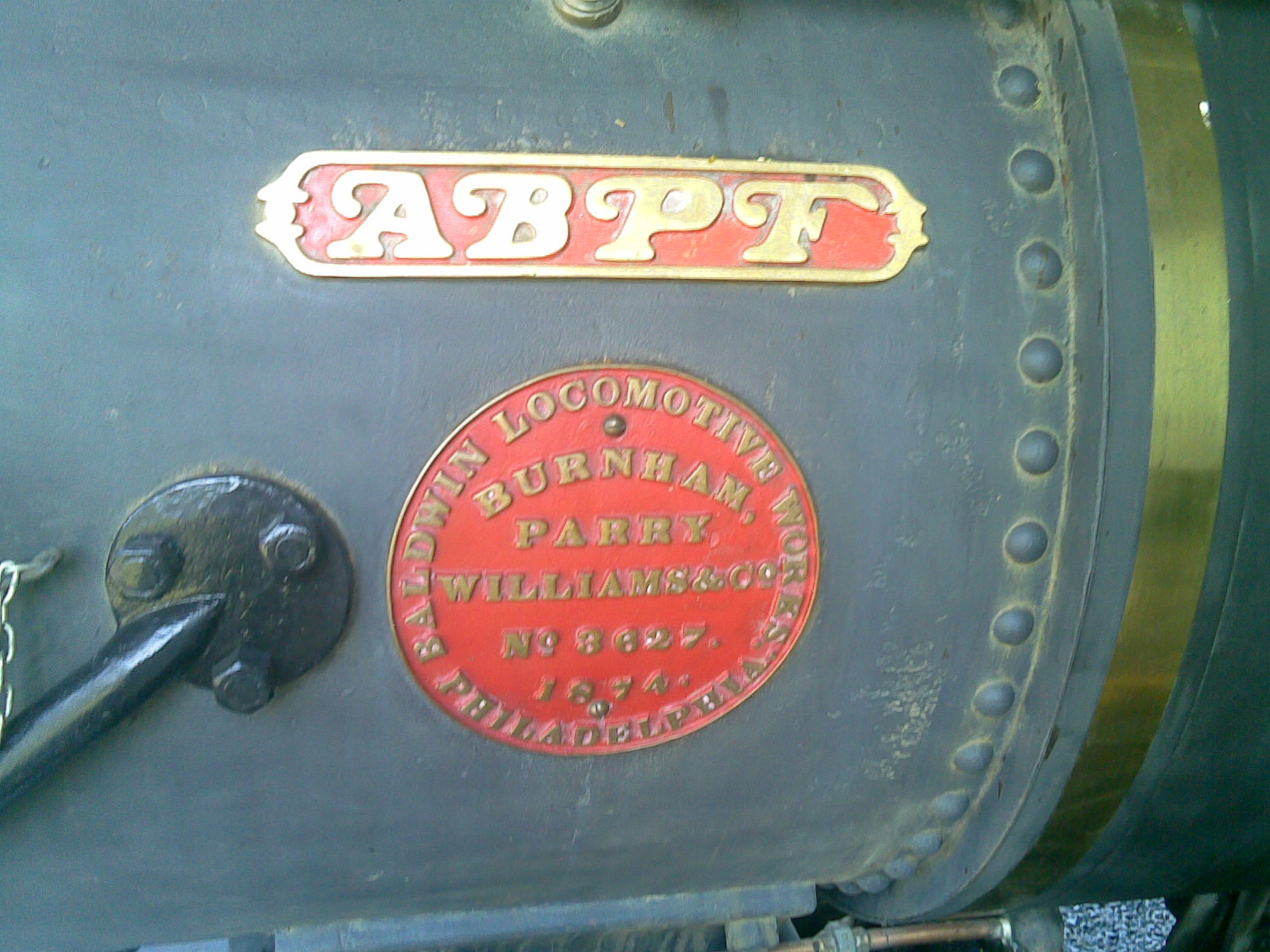
Museu Ferroviário de Indaiatuba
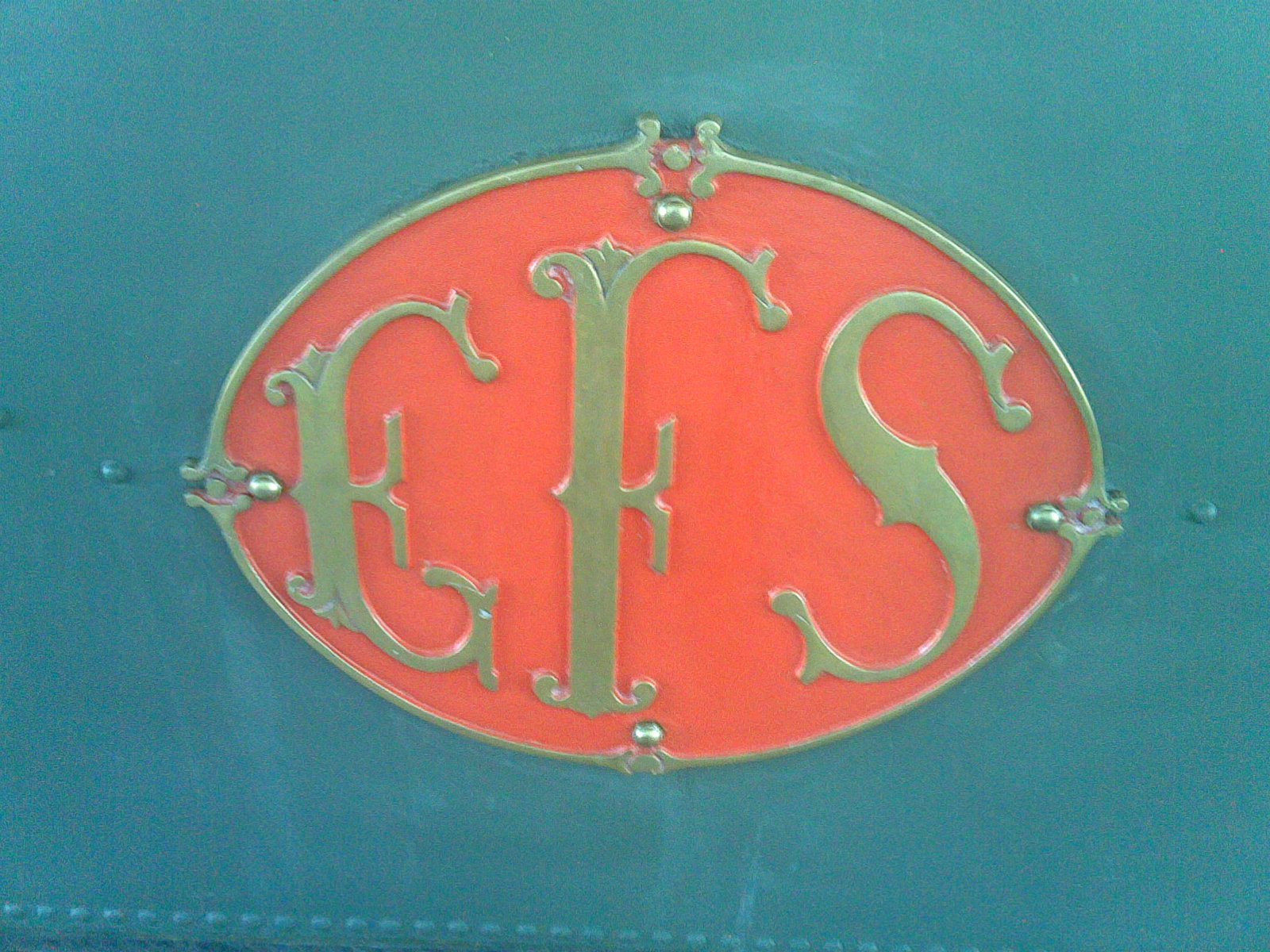
Museu Ferroviário de Indaiatuba
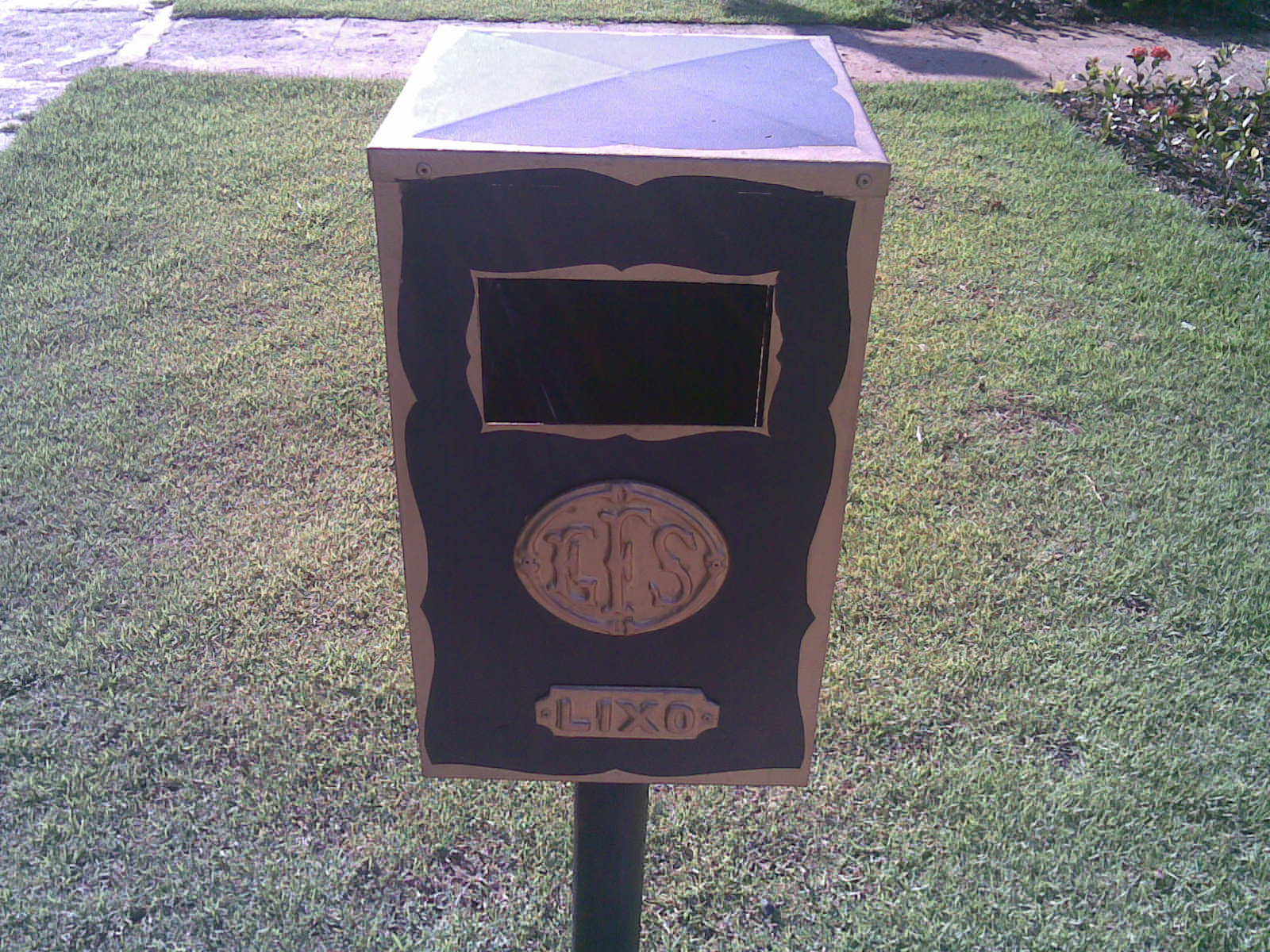
Museu Ferroviário de Indaiatuba
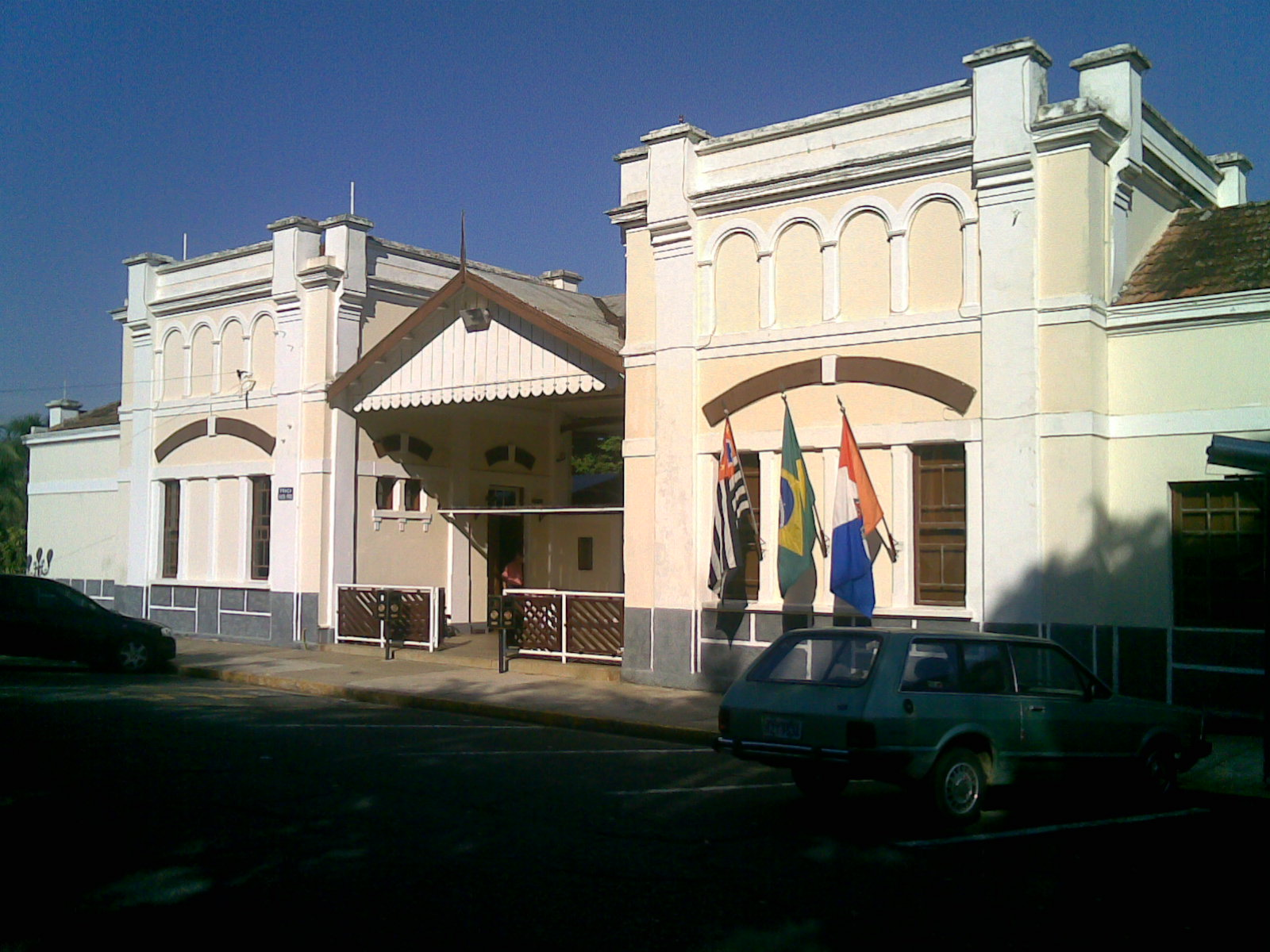
Museu Ferroviário de Indaiatuba
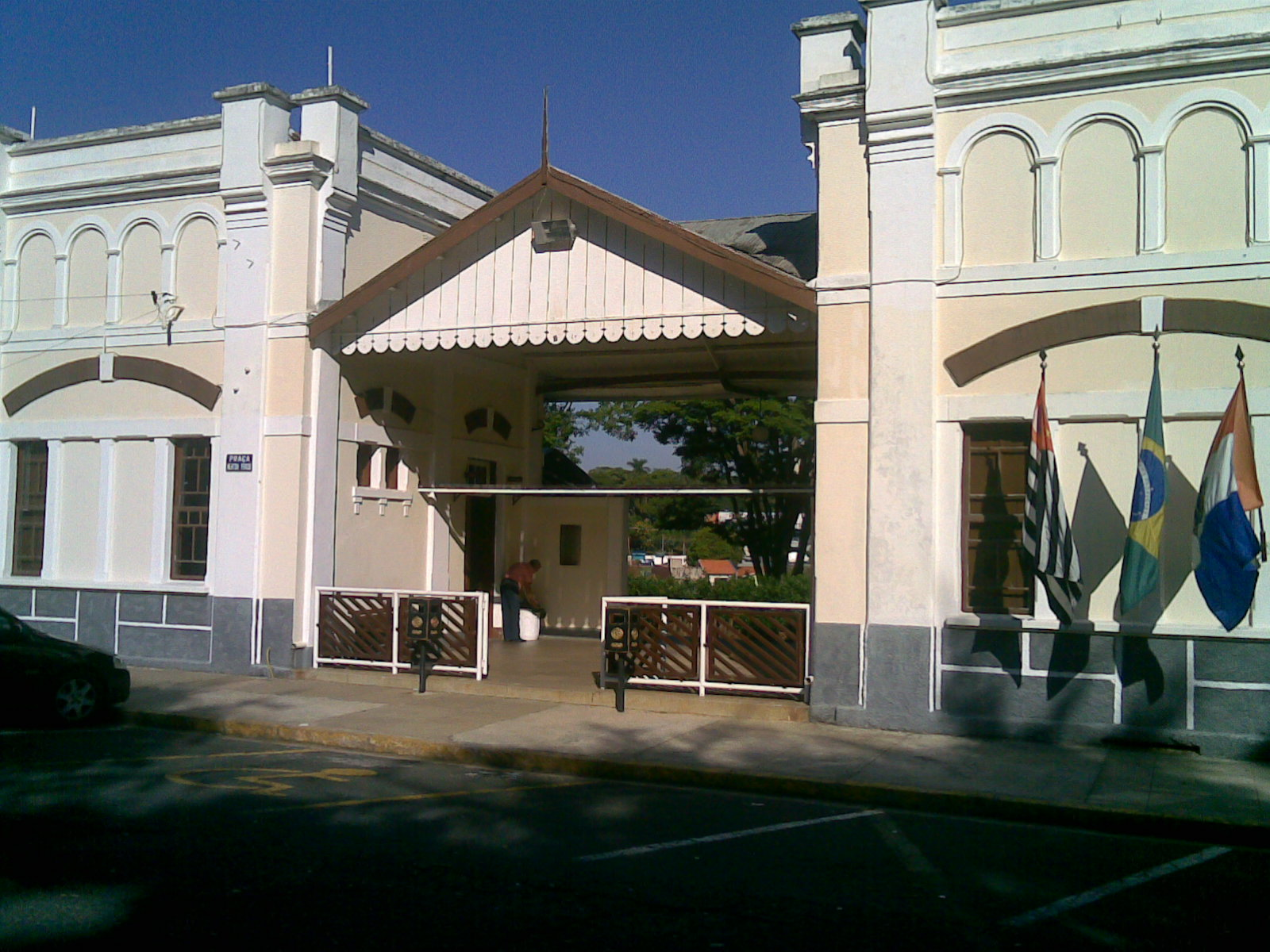
Museu Ferroviário de Indaiatuba
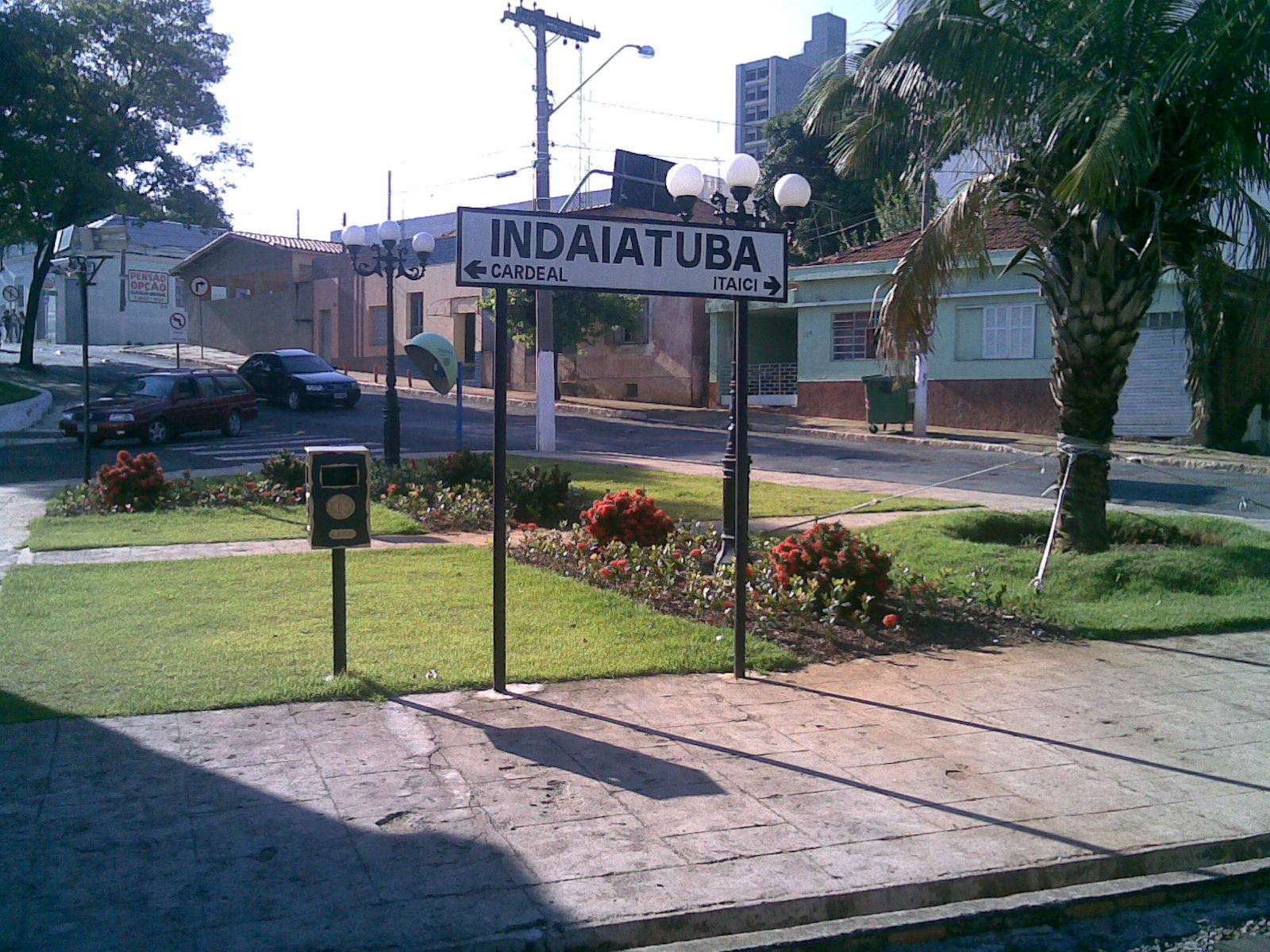
Museu Ferroviário de Indaiatuba
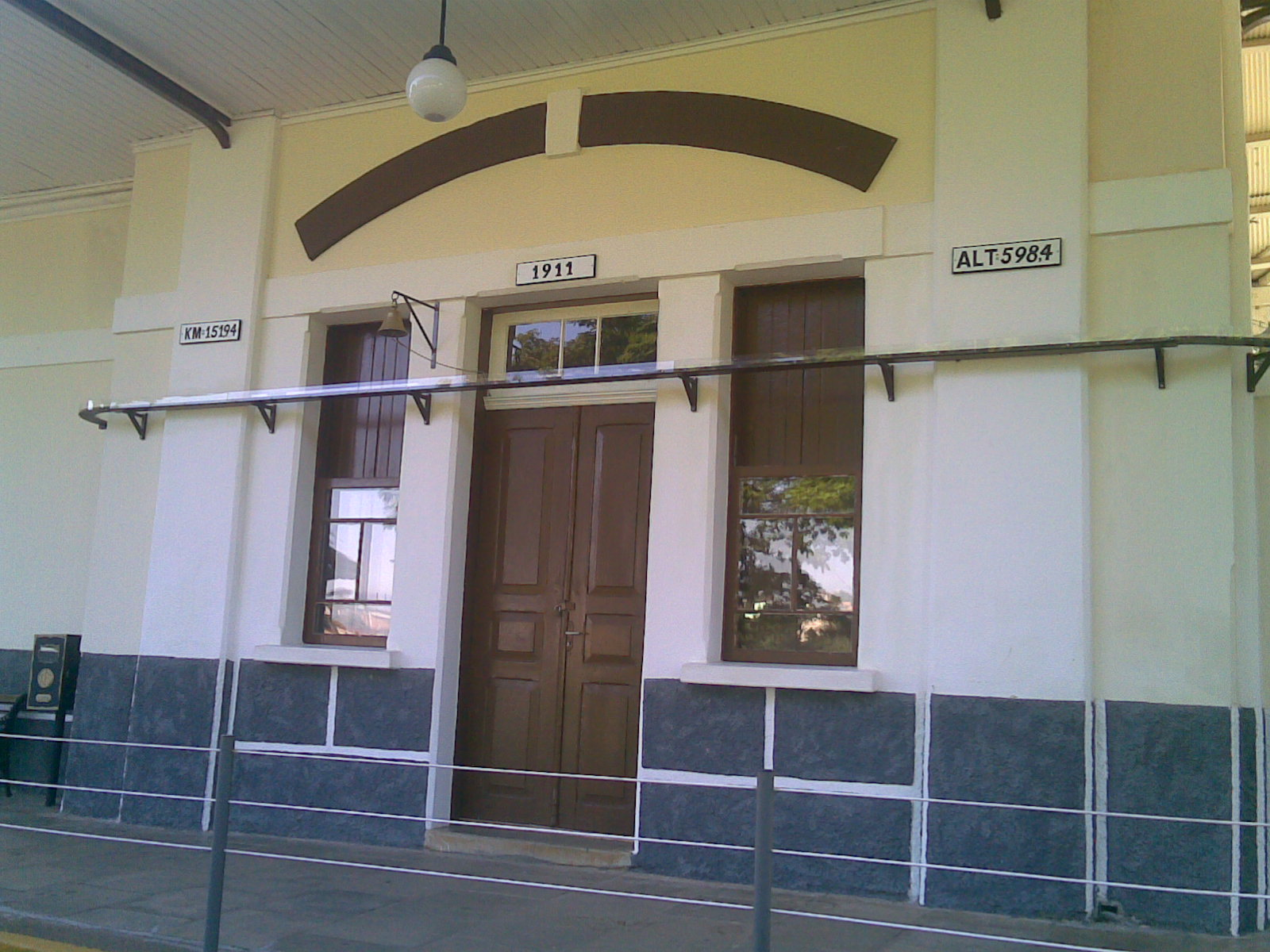
Museu Ferroviário de Indaiatuba
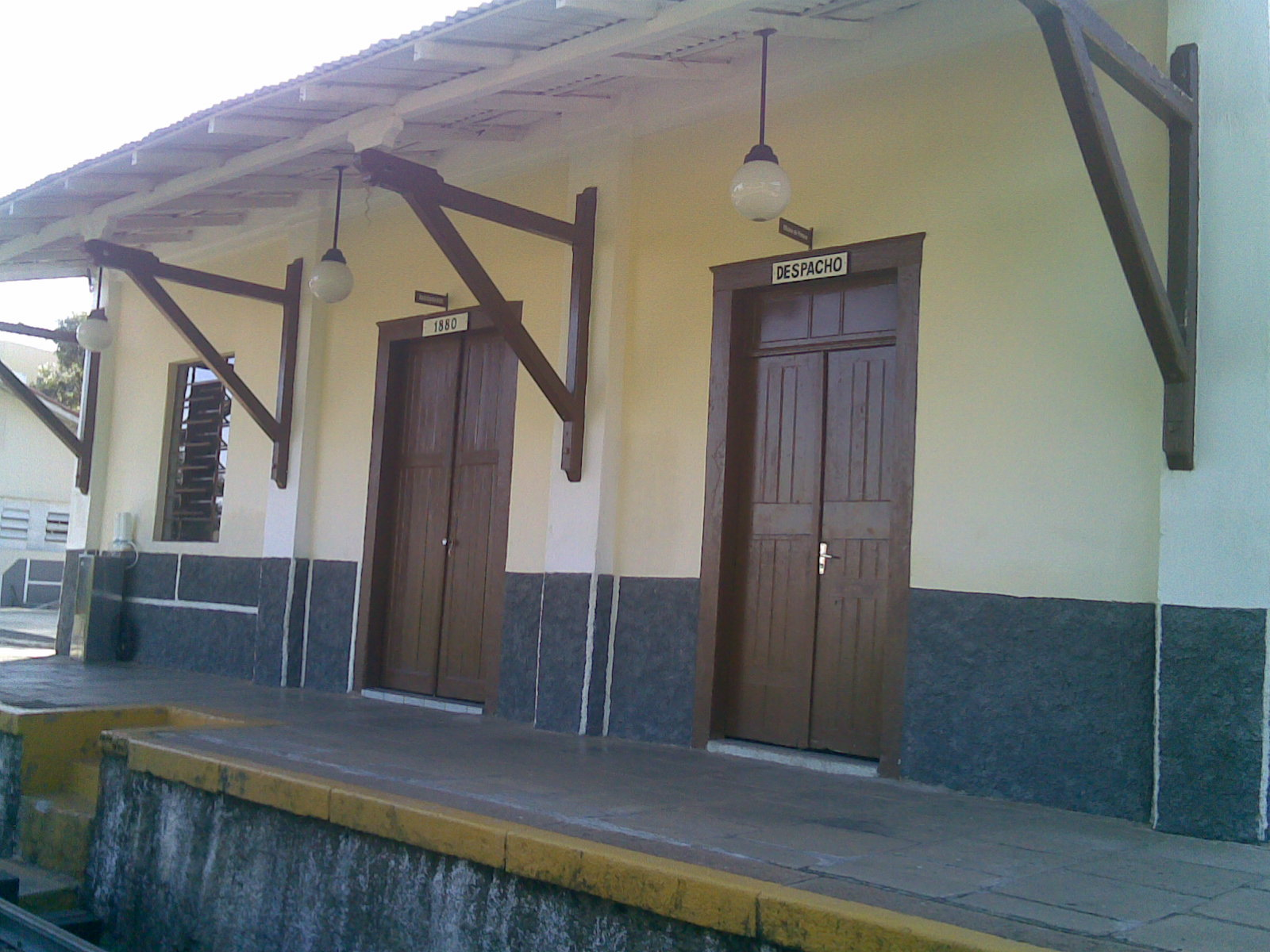
Museu Ferroviário de Indaiatuba